# Juris Hartmanis
Juris Hartmanis (5. července 1928, Riga, Lotyšsko – 29. července 2022) byl americký informatik narozený v Lotyšsku.
Zzabýval se především teorií výpočetní složitosti. Za práci v této oblasti dostal v roce 1993 spolu s Richardem Stearnsem Turingovu cenu. V článku, který napsal spolu se Stearnsem, bylo zavedeno několik tříd časové složitosti (DTIME(f(n))).